# 圣女贞德广场 (科尔马)

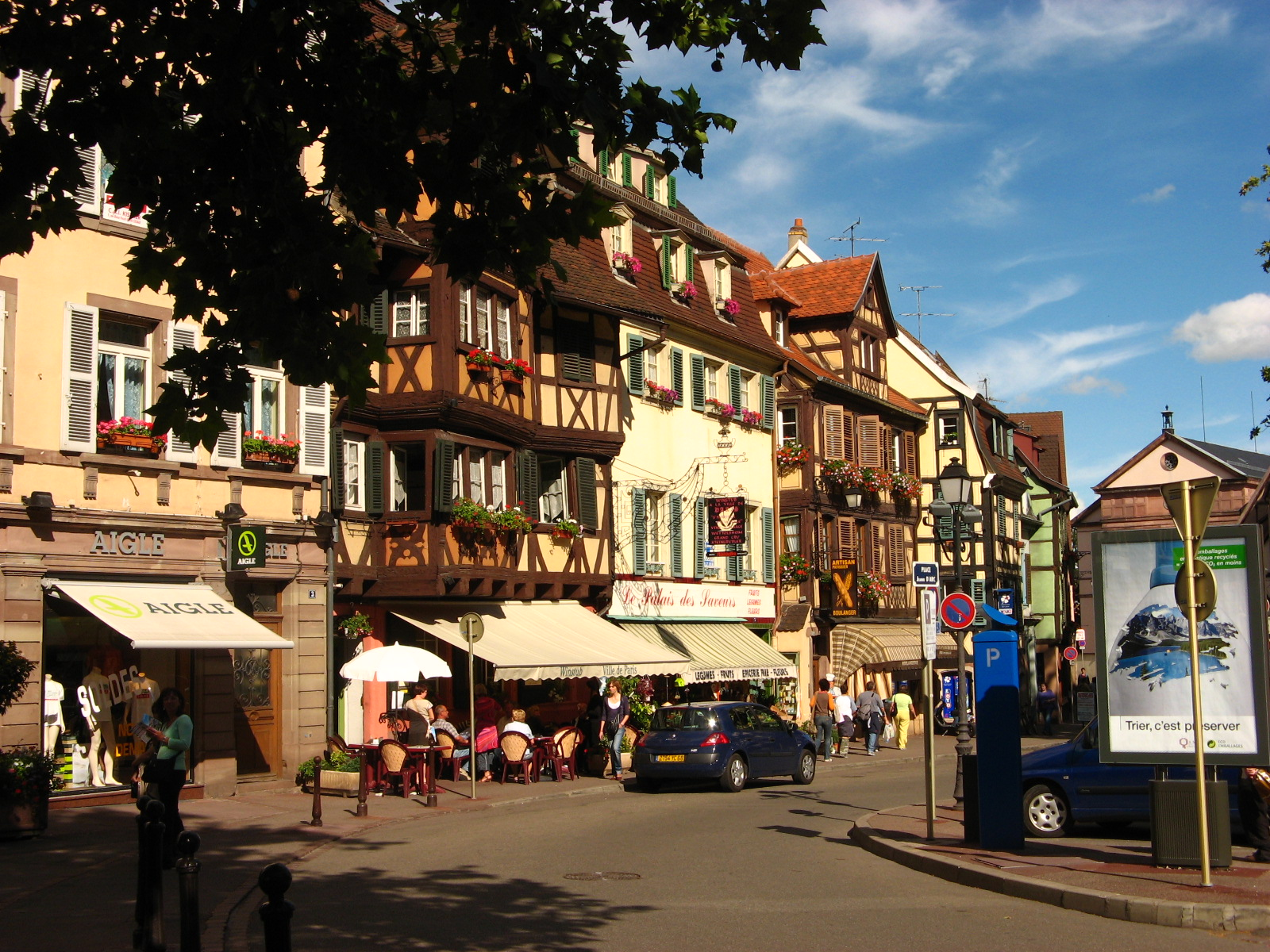
圣女贞德广场

圣女贞德广场（法語：Place Jeanne-d'Arc）是法国阿尔萨斯上莱茵省科尔马的一个公共广场，位于科尔马的中区。前往广场可经由格兰德街（Grand-Rue）、钥匙街（Rue des Clefs）、沃班街（Rue Vauban）、青蛙街（Rue de la Grenouillère）和猎人街（Rue du Chasseur）。  

## 名称
这个广场的名字来源于圣女贞德（约1412-1431年）。

## 历史
18世纪，广场上是牛市场，活牛在此宰杀。1754年12月31日，被不公正地指控犯有盗窃罪的赫泽尔·莱维（Hirtzel Lévy）在此受刑。

## 建筑
在这个广场上有以下重要建筑：
- 7号：伯格劳德之家（Maison Bergheaud）[2]
- 6号：面包店

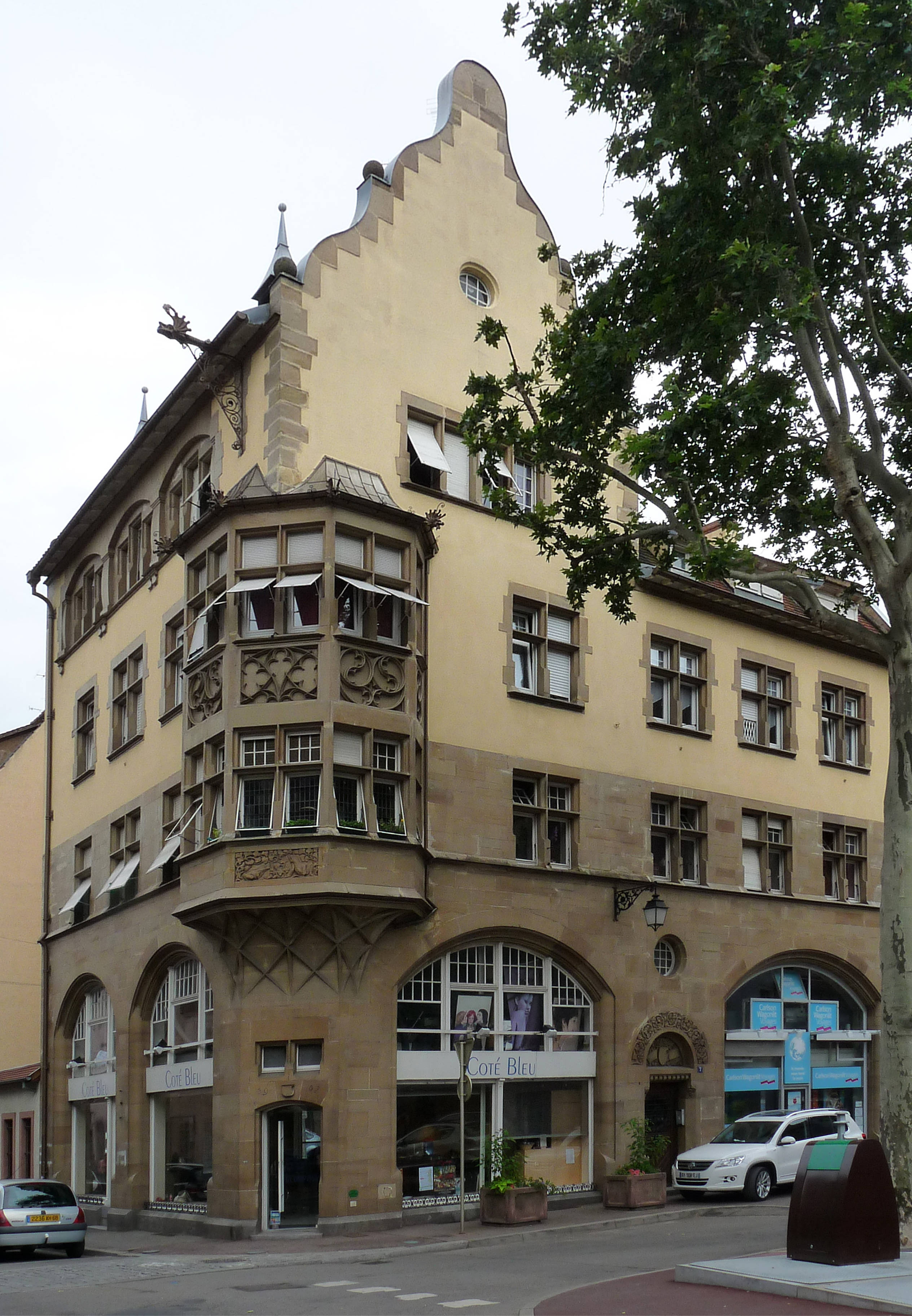
7号
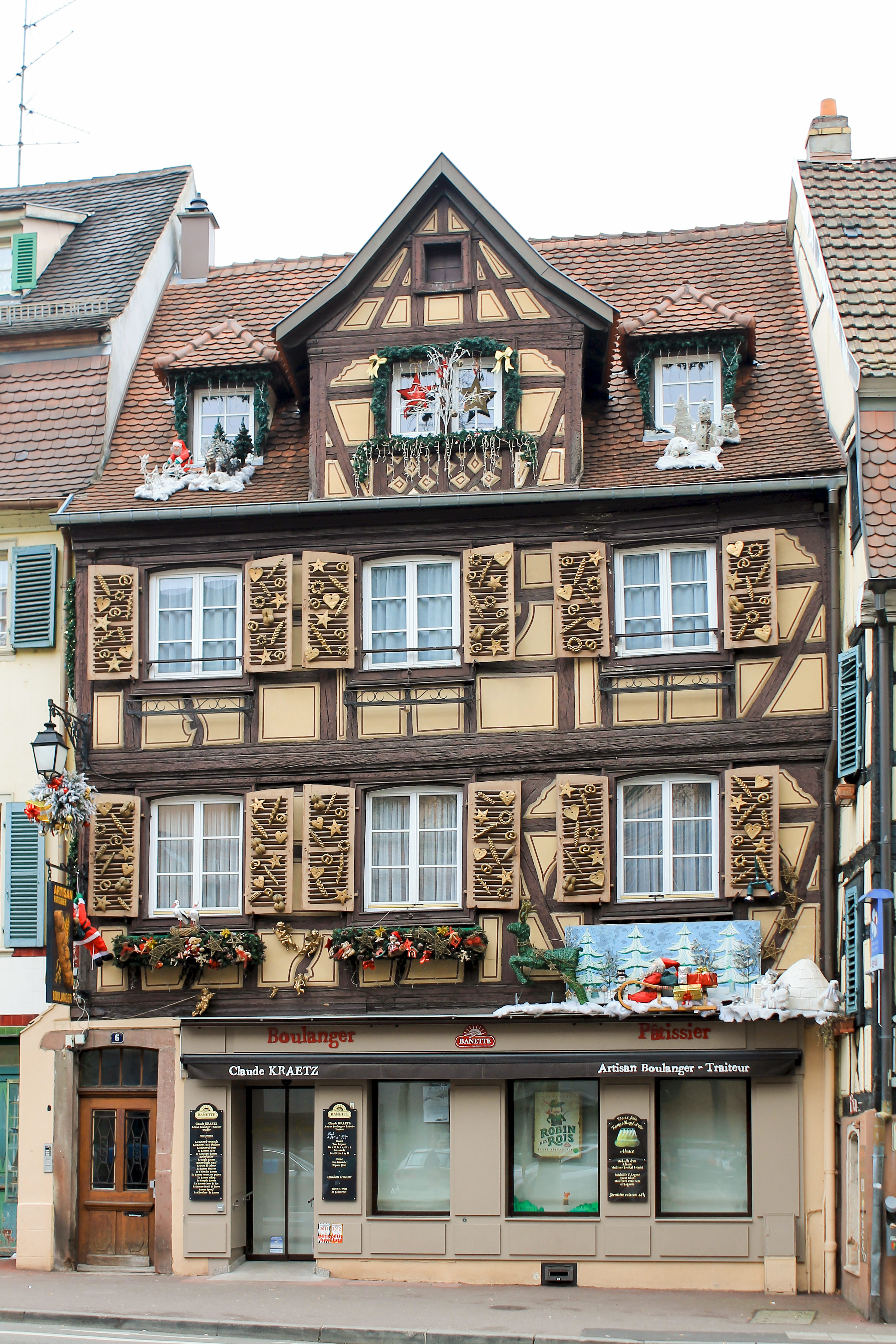
6号